# Associação Esportiva Mariópolis
Associação Esportiva Mariópolis, conhecida popularmente como Sport Club Anchieta, é um clube de futebol brasileiro sediado no bairro de Anchieta, na cidade do Rio de Janeiro. Fundada originalmente em 1º de junho de 1919 como Esporte Clube Anchieta, a agremiação adotou a nova razão social devido a questões jurídicas, mantendo o nome fantasia atual.

## História
O clube teve sua origem em 1919 como Esporte Clube Anchieta e acumulou títulos em divisões inferiores do futebol carioca, incluindo o campeonato da Segunda Divisão Carioca em 1933, promovido pela Associação Metropolitana de Esportes Atléticos (AMEA).[carece de fontes?]

## Estrutura e Estádio
A Associação Esportiva Mariópolis manda suas partidas no Estádio Ademar Barbosa, conhecido popularmente como "Barbosão", localizado no bairro de Anchieta, zona norte do Rio de Janeiro.[carece de fontes?]

## Situação Atual
Devido a dívidas trabalhistas, o clube passou a adotar a razão social Associação Esportiva Mariópolis, mantendo o nome fantasia Sport Club Anchieta. Em setembro de 2024, houve um trágico acidente envolvendo o time de futebol americano Coritiba Crocodiles, que se deslocava para uma partida contra o Flamengo Imperadores. O jogo, programado para ocorrer no Sport Club Anchieta, foi cancelado após o acidente que resultou na morte de três atletas.